# 佐藤久佳
佐藤久佳（日语：／ Sato Hisayoshi，1987年1月12日—），日本男子游泳运动员，主攻自由泳。他曾代表日本参加2008年夏季奥林匹克运动会游泳比赛，获得男子4×100米混合泳接力铜牌。